# Коваль Леонід Васильович
Леоні́д Васи́льович Коваль (11 червня 1933, Київ — 23 вересня 2000, там само) — український правознавець, доктор юридичних наук (1980), професор (1981), заслужений діяч науки і техніки України (1997), нагороджений трьома медалями. Рідний брат, історика Михайла Коваля.

## Життєпис
1957 року закінчив юридичний факультет Київського університету. До 1963 року працював у правоохоронних органах — слідчим, інспектором, науковим співробітником-консультантом, юрисконсультом. У 1965-1981 роках працював старшим викладачем, доцентом Київського університету.
1965 року захистив кандидатську дисертацію «Нові організаційно-правові форми участі трудящих в управлінні виробництвом», 1980 року — докторську: «Адміністративно-деліктне відношення».
Протягом 1980—1997 років — професор кафедри конституційного й адміністративного права. 1997 року присвоєне почесне звання «Заслужений діяч науки і техніки України». З 1998 року — завідувач кафедри правознавства Національного університету «Києво-Могилянська академія».
Від 1992 року — заступник голови робочої групи КМ України з розроблення проекту Адміністративного кодексу України, протягом 1980—1998 років — член науково-консультативної ради Верховного Суду України.
Досліджував проблеми адміністративного права. Автор понад 120 науково-навчальних методичних праць, науково-практичних коментарів до законодавства.

### Доробок
- «Відповідальність за адміністративні правопорушення» (1975);
- «Адміністративно-деліктне відношення» (1979);
- «Кодекс України. Про адміністративні правопорушення: Науково-практичний коментар» (1991, співавтор);
- «Адміністративне право України: Курс лекцій» (1994, 1996, 1998).